# 프로치다

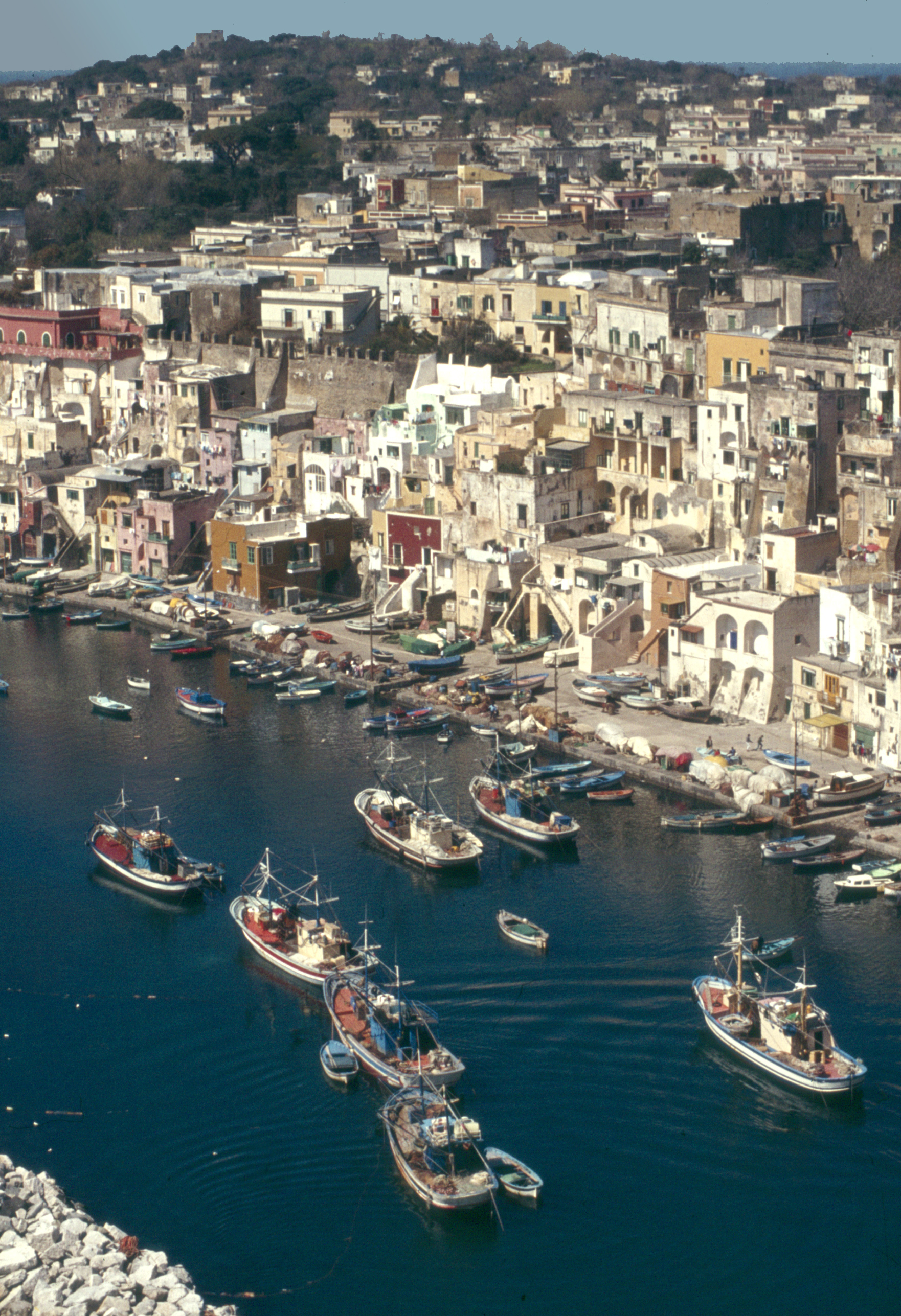

프로치다(이탈리아어: Procida)는 이탈리아 캄파니아주 나폴리현 프로그라에안섬에 위치한 코무네다. 프로그라에안섬은 이스키아섬과 미제노곶 사이에 있다.
몇몇 영화의 촬영지로도 유명하다.